# Ich an meiner Seite
Ich an meiner Seite ist ein deutschsprachiger Roman der Bachmann-Preisträgerin Birgit Birnbacher. Das Buch wurde im März 2020 veröffentlicht und war für den Deutschen Buchpreis 2020 nominiert (Longlist). Die Handlung spielt im europäischen Raum des 21. Jahrhunderts und konzentriert sich auf einen jungen Mann, der nach 26 Monaten Gefängnis zurück in den Alltag finden will. Dabei stößt er schon früh auf Probleme und erkennt, wie schwierig eine Resozialisierung tatsächlich ist.

## Gattung
Der Text lässt sich der Gattung Epik zuordnen. Durch seinen strukturellen Aufbau und seine speziellen Charakteristiken lässt sich der Text in die Untergattung der Romane einordnen, wobei auch hier weitere Einordnungen möglich sind. Der Roman lässt sich nicht eindeutig einer Untergattung zuordnen, wobei aber Elemente aus einem Gesellschafts- und Entwicklungsroman überwiegend sind.

## Inhalt
Dem 22-jährigen Arthur steht ein neues Kapitel seines Lebens bevor; nach 26 Monaten Freiheitsentzug wird er nun entlassen. Schon seit Beginn seiner Entlassung ist Arthur sehr zurückhaltend und tut sich schwer, die Gesellschaft zu verstehen. Um sich optimal resozialisieren zu können, sollte man die Gesellschaft verstehen.

### Kapitel 1: Favoriten, Juni 2010
Am Tag seiner Entlassung besucht Arthur einen Therapeuten, der ihn bei der Reintegration in die Gesellschaft unterstützen soll. Arthur muss „Schwarzsprechen“, damit er eine bessere Person wird und straffrei bleibt. Dabei lernt Arthur, dass er nicht darstellen soll, wer er sein will, sondern dass er sich Gedanken darüber machen soll, wen er darstellen möchte.

### Kapitel 2: Hallein, Mai 1988
Um nachvollziehen zu können, wie seine Kindheit gewesen ist, reisen wir in seine Vergangenheit zurück. Arthur ist ein ungewolltes Kind, das nicht viel braucht, um glücklich zu sein, und immer ruhig ist, im Gegensatz zu seinem Bruder Klaus. In seiner Kindheit war Arthurs Vater sein großes Vorbild. Er wollte genau so werden wie er, aber ohne den sogenannten „Arschlochfaktor“. Doch sein Vater verlässt die Familie bereits in frühen Jahren, und Arthur bekommt einen Stiefvater: Georg. Georg macht sich oftmals Gedanken über Arthur, weil er ein sehr stiller Mensch ist und man selten die Chance bekommt, mit ihm ins Gespräch zu kommen. So kommt es dazu, dass Georg und Arthur keine gute Beziehung pflegen. Grundsätzlich liegt das daran, dass Arthur das Gefühl gehabt hat, dass Georg in seiner Nähe gehemmt war und deshalb nie mit ihm gesprochen hat. Trotzdem hat sich Arthur darüber gefreut, dass Marianne, die Mutter von Arthur, und Georg sich so gut verstehen. Er wusste, dass Georg der Richtige für sie ist.

### Kapitel 3 und 4: Meidling, Juli 2010
Zurück in der Gegenwart. Arthur besucht nun eine Bewährungshilfe. Er lernt den Therapeuten Grabner kennen, der ihn in nächster Zeit therapieren wird. Arthur ist erstaunt, wie gut die Leute der Bewährungshilfe schweigen können, und lobt diese Eigenschaft. Nach der offiziellen Therapie erhält Arthur von Börd eine weitere Einladung zur zweiten Sitzung. Davor haben sich Arthur und Börd bereits einmal getroffen und praktizierten in dieser Zeit die erste Sitzung. Da Arthur erfährt, dass Börd von Zuhause ausgezogen ist, muss er stets darüber nachdenken, wie schwer dies für Börd sein muss und was für eine schwere Zeit er durchmachen muss. Arthur macht sich auf dem Weg zur vorgegebenen Stelle und denkt darüber nach, wie es sich wohl anfühlen würde, wenn alle Therapien vollständig abgeschlossen wären und er endlich von allem befreit wäre. Als Arthur am Treffpunkt ankommt, wartet Börd bereits auf ihn. Nach Anweisungen von Börd soll Arthur seine Gedanken ignorieren, sein Gehirn abschalten und Purzelbäume schlagen. Während dieser Übung strahlt und lacht Arthur wie ein Kind, es scheint, als hätte er alle Sorgen vergessen. Börd, der seine eigenen Methoden als Therapeut hat, verzichtet auf Protokollierungen, wie sie normalerweise angefertigt werden.

### Kapitel 5: Donaustadt, Juli 2010
Als Kind wohnt Arthur in Bischofshofen, einer kleinen Stadt in Österreich. Hier lernt er Ruth Beckmann auf einem Flohmarkt kennen. Sie kommen ins Gespräch und sie lädt Arthur zu sich nach Hause ein. Arthur sagt mit Freude zu, bekommt aber sogleich die Unzufriedenheit von Marianne mit. Weil immer mehr Ausländer sich in der Stadt ansiedeln, möchte Georg die Stadt wechseln. So kommt es, dass die Familie nach Andalusien auswandert. Arthur gefällt diese Entscheidung, und er freut sich auf die Auswanderung. Klaus hingegen ist alles andere als glücklich. Er möchte seine Heimat nicht verlassen, weil das zur Folge hätte, dass er eine Onlinebeziehung mit seiner Freundin führen müsste.

### Kapitel 6: La Puerta, Sommer 1997
Arthur befindet sich nach erfolgreicher Auswanderung in La Puerta. Er wohnt in einer luxuriösen Gegend in der Nähe des Meeres. Im Gegensatz zu Klaus genießt er die neue Situation. Klaus aber isst nichts mehr und isoliert sich in seinem Zimmer. Arthur beobachtet, wie glücklich seine Mutter ist und wie sehr sie ihr neues Leben genießt.

### Kapitel 7: Favoriten, Juli 2010
Später besucht Arthur mit Börd Gerhild Rothenburger, um einen allgemeinen Gesundheitscheck durchzuführen. Das Verhältnis zwischen dem Therapeuten Börd und der Ärztin Gerhild scheint nicht sehr gut zu sein. Arthur vermutet sogar, dass sie sich gegenseitig hassen. Arthur ist aufgrund der mangelnden Qualität und Quantität des Essens im Gefängnis sehr dünn geworden und treibt zudem keinen Sport. Für einen weiteren Gesundheitscheck treffen sie sich in einem halben Jahr wieder.

### Kapitel 8: La Puerta, Frühjahr 2003
In La Puerta geht Arthur manchmal bei Domingo im Kiosk einkaufen. Weil der Ort hinter dem Kiosk sehr still ist und verlassen wirkt, hält sich Arthur in dieser Gegend sehr gerne auf. Bei einem Kauf eines Kaugummis und einem Feuerzeug, was sehr teuer war, gibt Domingo das Restgeld nicht zurück. Daraufhin reagiert Arthur energisch, jedoch vergebens. Klaus wird La Puerta verlassen und zurück zu seiner Großmutter nach Wien ziehen, weil er es hier nicht mehr aushält. Der Abschied zwischen den beiden Brüdern ist sehr einfach gewesen, sprich nur ein Klaps auf die Schulter. Nach dem Abschiedstag findet Arthur eine regungslose Frau beim Kiosk. Sofort vermutet er das Schlimmste und denkt die Frau sei tot. Zum Glück lebt sie noch und er erfährt, dass sie eine Schauspielerin aus Wien ist. So lernt Arthur Grazetta kennen.

### Kapitel 9: Margareten, Juli 2010
Für Arthur wird es wieder Zeit für eine weitere Sitzung. Diese findet dieses Mal auf dem Margaretengürtel statt. Bei dieser Sitzung geht es um den Einzug in die Wohngemeinschaft. Jedoch mag er es nicht, dort zu sein, und bekommt andauernd Flashbacks von der Mehrfachbelegung in der JVA Gerlitz. Arthur erzählt Börd, wie es dort gewesen ist. Als Arthur in die Mehrfachbelegung einzieht, macht er dort den größten Fehler, denn er zeigt sich so, wie er ist (still und ungefährlich). Er muss dort Zellendienst machen, was eine Erfindung der Insassen gewesen ist. Zudem wird er dort gequält und geschlagen, was ein Trauma zur Folge hat.

### Kapitel 10: Meidling, Juli 2010
Als Unterstützung zu seiner Integration nimmt Arthur an einem Sesselkreis teil. Jedoch findet er, dass seine laufende Therapie mit Börd viel mehr Wirkung zeigt. Ihm wird aber immer mehr bewusst, wie stark er sich von den anderen Menschen unterscheidet. Zu dieser Zeit bekommt Arthur einen neuen Mitbewohner: Lennox. Lennox hat einen Gaming-Channel und ist berühmt. Er ist sauber und etwas ungewöhnlich, weil er sehr viel Zeit im Bad verbringt und immer lange über den Schalter streicht, bevor er das Licht ausschaltet.

### Kapitel 11: El Rocio, 2006
Arthur ist der Einzige, der die Wohnung bewohnt. Es ist fast immer leer bei ihm, da seine Eltern sehr beschäftigt sind. Er besucht Princeton, der allein mit seiner Mutter wohnt. Der Vater hat sie vor langer Zeit verlassen. Arthur wird von Princetons Mutter begrüßt und sogleich mit einem Getränk bedient. Danach brechen Princeton und Arthur in ein unbewohntes Haus ein und rauchen einen Joint. Arthur gibt im Handy von Princeton den Namen seines Vaters ein und findet ein Bild, auf dem sein Vater mit einem kleinen Jungen zu sehen ist, der ähnlich aussieht wie Arthur. Er ist geschockt und wird emotional. Darüber hinaus ist er dankbar, dass er einen echten Freund an seiner Seite hat.

### Kapitel 12: Meidling, August 2010
Es stellt sich heraus, dass es überhaupt nicht einfach ist, mit Lennox in einer Wohngemeinschaft zu leben. Durch seine Art und Weise verbreitet er Nervosität. Arthur versucht neben alldem, eine Praktikumsstelle zu finden, um sich beruflich zu orientieren. Doch plötzlich hat Arthur wieder ein Flashback von der Mehrfachbelegung und ihm wird übel. Arthur pinkelt, wie bereits im Gefängnis, in das Bett. Für ihn ist das nicht schlimm, aber er möchte auf keinen Fall, dass dies jemand mitbekommt. Vergeblich versucht Arthur, Lennox abzuwimmeln. Dennoch sieht Lennox den Fleck, den Arthur beim Bettnässen hinterlassen hat.

### Kapitel 13: Innere Stadt, August 2010
Überraschenderweise wird bekannt, dass Grazetta noch lebt, obwohl sie nach Puerta gegangen ist, um zu sterben. Arthur möchte Ramon finanziell unterstützen. Durch ein Gespräch mit Grazetta wird klar, dass Arthur aufgrund eines Betrugs im Gefängnis gewesen ist. Mehr Informationen über Arthurs Kriminalität wird aber nicht bekannt.

### Kapitel 14: La Puerta, Oktober 2007
Arthur, Princeton und Milla denken darüber nach, einen Pickup zu fahren, Bier zu trinken und ein wenig Gras zu rauchen. Dabei kommt der Gedanke auf, ob es erwachsen wäre, ein Paar unter ihnen zu haben. Dieser Gedanke bringt einige Unstimmigkeiten mit sich. Durch die Erzählweise und das Verhalten von Milla wird Princeton wie ein Vorbild und reizender Mann dargestellt, was Arthur stört. Arthur denkt darüber nach, was Princeton an ihm zu kritisieren hat. Er ist sich sicher, dass es Kleinigkeiten gibt, die Princeton schon seit längerem stören. Arthur ist für ihn wie eine lästige Fliege. Es folgt eine Auseinandersetzung zwischen Arthur und Princeton, wobei der Anschein entsteht, dass Princeton Arthur umbringen möchte. Mehrmals packt Princeton Arthur am Hals und drückt ihn so unter Wasser, dass Arthur keine Luft mehr bekommt. Arthur versucht, sich mit allen Mitteln zu befreien, doch dem gut gebauten Princeton hat er nichts entgegenzusetzen. Kurz darauf ist Arthur dem Tode nahe – so seine Gedanken jedenfalls. Plötzlich bemerkt er aber, dass das Boot mit der sich darauf befindenden Milla spurlos verschwunden ist. Erst kürzlich ist es noch vor Ort gewesen. Durch dieses Ereignis löst sich Princeton von Arthur.

### Kapitel 15: Meidling, September 2010
Arthur sucht weiter nach einem geeigneten Praktikumsplatz. Dabei gelingt es ihm, einen Termin auszuhandeln, der als Bewerbungsgespräch dienen soll. Als er jedoch seine Zeit im Gefängnis anspricht, fällt die Stimmung rapide, und aufgrund seiner Vergangenheit wird er sofort als untauglich erklärt und abgelehnt.
Der Leser erfährt in diesem Kapitel zusätzlich, dass Arthur Menschen um ihr Geld gebracht hat und deshalb eine Gefängnisstrafe erhalten hat.

### Kapitel 16: Favoriten, September 2010
Es steht die vierte Sitzung an. Dabei treffen sich Arthur und Börd in einer Fabrikhalle. Arthur und Börd sind dort beide berufstätig und verdienen mit der dort geleisteten Arbeit ihr Geld. Arthur wird aufgefordert, von seiner Arbeit im Gefängnis zu erzählen. Während des Gesprächs wird Arthur sich seiner Fortschritte bewusst und wird mit einem guten Gefühl beschenkt. Die Arbeit im Gefängnis mit dem jetzigen Berufsalltag in Verbindung zu bringen, war von Börd ein kluger Schachzug, denn dies verleiht Arthur Sicherheit.

### Kapitel 17: Meidling, Oktober 2010
Nach einem tragischen Unfall wird Milla für tot erklärt. Die Todesursache ist nicht bekannt und wirft Fragen auf. Das ist für Arthur ein Schock und hat einen negativen Einfluss auf ihn und seine bereits fortgeschrittene Resozialisierung. Nach diesem Vorfall sprechen Arthur und Princeton nicht mehr miteinander und gehen sich grundsätzlich aus dem Weg.

### Kapitel 18: La Puerta, Oktober 2007
Der Tod von Milla hat Arthur emotional so mitgenommen, dass er ständig an sie denken muss. Er spielt sogar mit dem Gedanken, wegzugehen und alles hinter sich stehen zu lassen. Tatsächlich entscheidet er sich in der ganzen Trauer, dass er verschwinden will. Er packt seine Sachen und verlässt La Puerta und reist nach Wien zu Brigitte.

### Kapitel 19: Heiligenstadt, Oktober 2007
Nach dem Verlassen von La Puerta wohnt Arthur nun in einer eigenen Wohnung. Weil Arthur aber so plötzlich von La Puerta verschwunden ist, niemanden eingeweiht hat und sich nicht verabschiedet hat, fühlt er sich schlecht und ihn plagt ein schlechtes Gewissen. Auch kommen bei ihm Schuldgefühle auf und er macht sich verantwortlich für Millas Tod. In seiner Dachkammer findet er einen Computer, der Brigittes Sohn gehört. Er wendet die gelernten Grundlagen zum Knacken eines Sicherheitspasswortes an und bekommt kurz darauf Zugriff auf die Daten des Computers. Er findet Bilder von Milla, was ihn den Computer schnell wieder abschalten lässt, da er immer noch an sie denken muss. Arthur plagen finanzielle Probleme und er scheut sich, seine Mutter anzurufen, weil er sonst über Milla reden muss. Er hat aber so Hunger, dass er sich überwindet und sie doch anruft, um sie nach Geld zu fragen.

### Kapitel 20: Neubau, November 2010
Damit Arthur einen guten Eindruck hinterlassen kann, muss er ein entsprechendes Bewerbungsoutfit besitzen. Zusammen mit Börd zieht er los und sucht nach einem passenden Outfit. Da die Kosten dafür hoch sind, schenkt Börd Arthur seinen Lohn und unterstützt ihn damit beim Kauf des Outfits.

### Kapitel 21: Heiligenstadt, November 2007
Über das Onlinebanking findet Arthur heraus, dass er 2.500 Euro im Minus ist. Nach einer kurzen Analyse ist aber klar, dass Geld entwendet wurde und es nicht etwa an Schulden liegt.

### Kapitel 22: Meidling, Dezember 2010
Später trifft sich Arthur mit Börd in der Wohngemeinschaft für eine Bestandsaufnahme. Bei einer Diskussion tätigt Börd eine negative Bemerkung über Frauen. Arthur, der eigentlich zurückhaltend ist, meldet sich zu Wort und kritisiert Börd für seine Worte und nutzt die Gelegenheit, Börd für vieles in der Vergangenheit zu kritisieren.

### Kapitel 23: Heiligenstadt, November 2007
Arthur versucht, mit gefälschten Mails von der Bank an Geld zu kommen. Im Darknet informiert er sich über das beste Vorgehen und verbessert seine Erfolgschancen. Sein erstes Opfer ist eine Frau von Facebook, Aileen Werter. Sie hat einen Flug nach Bangkok gebucht und bereits bezahlt. Er sendet ihr eine Mail, womit er ihr kommuniziert, dass der Buchungsbetrag an die Fluglinie nicht erfolgreich überwiesen wurde. Im Anhang deponiert er einen Link, damit sie das Geld an ihn überweisen kann. Er erhält das Geld und wandelt es sogleich in Bitcoins um, damit er eine Nachverfolgung ausschließen kann. In naher Zukunft führt Arthur seine illegalen Aktionen weiter und beklaut mehrere Personen mit kleineren Beträgen. Wochenlang spricht er mit niemandem und verlässt seine Wohnung nicht mehr.

### Kapitel 24: Meidling, Dezember 2010
Weihnachten kommt immer näher und an diesem einen Tag ist Arthur alleine mit Lennox in der WG. Seit Lennox sein Handy verloren hat, verhält er sich seltsam. Trotzdem führen Arthur und Lennox normale Gespräche miteinander und diskutieren über die Kommentare, die Lennox aufgrund seiner Gaming-Aktivitäten erhält. Daraufhin findet Lennox einen Kommentar von einem gewissen Oleg. Lennox schuldet ihm Geld und gerät sofort in Panik, dass Oleg ihn finden und zur Rechenschaft ziehen könnte. Lennox möchte sofort verschwinden, wird aber von Arthur aufgehalten.

### Kapitel 25: Innere Stadt, Dezember 2010
Arthur und Jolana (eine Pflegerin im Hotel Bistro) wurden auf die Notschlafstelle gerufen, weil sich dort Grazetta in Behandlung befindet. Nachdem Grazetta angezogen und bereit gemacht wurde, brechen sie auf. Aufgrund der hohen Dosierung von Morphium verschläft Grazetta den Weg hinunter zum Taxi. Als sie ihr Ziel erreicht haben, heben Jolana und Arthur die schlafende Grazetta aus dem Wagen und Befördern sie in einen Rollstuhl. Als sie den dunklen, verlassenen Hof betreten, denkt sich Arthur, dass er auf keinen Fall allein hier sein will. Börd taucht auf und sie folgen ihm in einen geheizten und gemütlichen Raum. Es ist sicherlich nicht ein 5-Sterne-Zimmer, aber man könnte hier schon wohnen, denkt Arthur. Als Grazetta auf die Tür zeigt, ist es an der Zeit, sich von ihr zu verabschieden. Grazetta bekommt fast nichts mehr mit und dementsprechend fällt Arthur der Abschied besonders schwer.

### Kapitel 26: Margareten, Jänner 2011
Betty will Konstantin Vogl (Börd) anrufen, doch es kommt nur der Telefonbeantworter. „Es ist dringend, rufen Sie mich endlich zurück!“, sagt sie auf das Band. Betty macht sich Gedanken über Arthur und setzt sich auf Börds Stuhl. Nachdenklich versucht Betty zu begreifen, wie die ganze Situation überhaupt zu Stande gekommen ist.

### Kapitel 27: Alsergrund, März 2011
Betty bittet Arthur, dass er sich im Institut für Geowissenschaften, Geografie und Astronomie einfindet, damit sie und Börd ihm berichten können, weshalb es keine solche Sitzung mehr geben wird. Man hat ihm nur gesagt, dass es Kündigungen gegeben hat, die dazu führen, dass seine Teilnahme an der Therapie nicht weiter fortgeführt werden kann. Als Arthur zum Gespräch eintrifft, erhofft er sich vielversprechende Rückmeldungen, denn er hat mit Grabner seine Unterlagen auf Vordermann gebracht. Nach kurzer Wartezeit treffen Betty und Börd ein. Betty muss Arthur beichten, dass die Fachbereichsleitung keinen Weg mehr sieht, weitere Bemühungen in die Finanzierung der Studie zu stecken, weil im Ablauf zu viele Fehler passiert sind. Nach einer unangenehmen Pause, die von Schweigen geprägt ist, unterbricht Börd mit seiner Stimme die Ruhe. Börd sagt, er sei an allem schuld. Nach kurzer Zeit ist das Gespräch auch schon beendet. Betty versichert Arthur, dass er genug Zeit hat, Arbeit und Wohnung zu finden, aber definitiv raus ist. Nachdem Betty und Börd gegangen sind, überlegt Arthur, wie es weitergehen soll. Er hat zwar schon Pläne für den angebrochenen Tag, aber zwischen den Aktivitäten hat er noch jede Menge Zeit. Er besucht eine Vorlesung, die er aber kurz nach Beginn, ohne zu zögern wieder verlässt. Nun macht er sich Gedanken darüber, wen er um Hilfe bitten könnte.

### Kapitel 28: Meidling, April 2011
Auch die Erinnerungen an gute Möglichkeiten von Grabner und Annette helfen Arthur nicht, sich das Geld für den Anfang zu besorgen, damit er nach seiner Entlassung über die Runden kommt. Das wenige Geld, das er sich im Gefängnis erarbeitet hat, würde bei weitem nicht ausreichen. Verzweifelt sucht Arthur nach einer Arbeit, um Geld verdienen zu können. Auch wenn er gute Qualifikationen aufweist, sehen die Suchergebnisse dürftig aus. An einem Tag schreibt Arthur um die sieben Bewerbungen, um endlich eine Arbeit zu bekommen. Nebenbei sucht er nach einer passenden Wohnung, die er seiner Meinung nach gefunden hat.

### Kapitel 29: Donaustadt, Mai 2011
Arthur will Börd die gefundene Wohnung zeigen und fährt mit ihm zum Wohngebiet. Die Wohnung befindet sich in einem der Siebzigerjahre-Hochhäuser inmitten von neuen, glänzenden Glastürmen mit Büros, Firmensitzen und teuren Wohnungen. Die Wohnung ist nicht perfekt und die Frau, die die Wohnung vermieten will, führt sich auch komisch auf. Trotz allem möchte Arthur die neue Wohnung beziehen und sie als sein neues Zuhause bezeichnen können.

### Kapitel 30: Innere Stadt, Mai 2011
Als sich Arthur auf den Weg zur WG begibt, nimmt er einen Anruf von Jolana entgegen. Sie informiert ihn über den Gesundheitszustand von Grazetta. Er macht sich sofort auf den Weg und ist nach knapp 40 Minuten im Bristol. Der Anblick von Grazetta verschlägt Arthur in einen Schock. Sie sieht überhaupt nicht gut aus. Arthur ist sich nicht sicher, ob nach dem Einatmen überhaupt ein Ausatmen folgt.

### Kapitel 31: Meidling, Mai 2011
Als Jolana den Amtsarzt ruft, kann dieser nur noch den Tod von Grazetta feststellen. Da Arthurs Hilfe nicht mehr benötigt wird, fährt er nach Hause. Arthur schreibt weiterhin Bewerbungen und versucht verzweifelt, einen Job zu finden. Als er nach dem Besuch von Grazetta in die Wohngemeinschaft zurückkommt, ruft Grabner ihn sofort ins Büro. Er überreicht Arthur einen Brief, in dem sein Erbe vermerkt ist. Als Arthur abgelenkt ist, durchwühlt jemand sein Zimmer und stiehlt den Brief. Arthur ist sich sicher, dass dies nur Grabner sein kann, weil er der Einzige ist, der von diesem Brief gewusst hat. Kurz darauf wird die Polizei informiert.

### Kapitel 32: St. Pölten, Juni 2011
Börd und Arthur treffen sich zu einer letzten Sitzung. Börd hat ein Auto gemietet und fährt ohne das Kommunizieren des Bestimmungsortes los. Als sie bei einem Haus ankommen, bleiben sie davorstehen und warten. Zuerst kommt eine blonde Frau mit einer Babyschale heraus und fährt mit ihrem Auto weg, ohne dass sie Arthur und Börd bemerkt. Dann öffnet sich die Tür ein zweites Mal und Klaus erscheint. Börd erzählt Arthur, dass Klaus in der Nähe im Versicherungsbüro arbeitet. Börd zwingt Arthur, einen Zettel zu hinterlassen, auf dem stehen soll, dass er sich in Wien befindet und Klaus sehen möchte.

### Kapitel 33: Donaustadt, Juni 2011
Börd und Arthur fahren zurück zu Arthurs Wohnung. Arthur hat auf den Notizzettel mehr geschrieben, als Börd ihm aufgetragen hat, denn er hat zusätzlich um Hilfe gebeten. Beide laufen hinauf zur Wohnung, als sie Betty und die Vermieterin schreien hören. Als Arthur endlich in der Wohnung ist, sieht er Lennox auf dem Balkon, der den Umschlag in die Höhe hält. Dieser entnimmt ihm die darin befindlichen Papiere und wirft sie vom Balkon. Damit möchte er sich bei Arthur rächen. Verzweifelt rennt Arthur hinunter, um die Dokumente zu retten, doch dazu kommt es nicht. Ramona, die Frau von Klaus, steigt aus einem Auto und sagt zu Arthur, dass sie die Adresse von Klaus hat, der sie wiederum vom Notizzettel entnommen hat. Arthur freut sich sehr, seinen Bruder wiederzusehen, und steigt in das Auto ein. Die beiden fahren los und wir werden wohl nie erfahren, wie sich die Resozialisierung von Arthur entwickeln wird.

### Temporale Reihenfolge
Die Handlung im Text ist sehr sprunghaft und kann schnell zu Verwirrung führen. Die folgende temporale Anordnung soll eine Übersicht bieten, um die Handlung besser verstehen und zwischen den verschiedenen Kapiteln navigieren zu können.
- Kapitel 2: Mai 1988
- Kapitel 6: Sommer 1997
- Kapitel 8: Frühjahr 2003
- Kapitel 11: El Rocio 2006
- Kapitel 14/18/19: Oktober 2007
- Kapitel 21/23: November 2007
- Kapitel 1: Juni 2010
- Kapitel 3/4/5/7/9/10: Juli 2010
- Kapitel 12/13: August 2010
- Kapitel 15/16: September 2010
- Kapitel 17: Oktober 2010
- Kapitel 20: November 2010
- Kapitel 22/24/25: Dezember 2010
- Kapitel 26: Jänner 2011
- Kapitel 27: März 2011
- Kapitel 28: April 2011
- Kapitel 29/30/31: Mai 2011
- Kapitel 32/33: Juni 2011

## Figuren

### Arthur
Arthur, ein junger und intelligenter Mann, verbringt nach seinen kriminellen Taten 26 Monate im Gefängnis. Seine Kindheit verbrachte er in einem fremden Land ohne leiblichen Vater, was eine Ausgangslage für seine Komplexe darstellt. Im Gegensatz zu seinem älteren Bruder Klaus, lebte er schon als Kind minimalistisch und benötigte nicht viel, um glücklich zu sein. Er verhielt sich stets zurückhaltend und stand nicht gerne im Mittelpunkt. Dies führte dazu, dass er schüchtern ist und Selbstzweifel hatte. Arthur selbst versucht seinen Charakter nach einer fiktiven Wunschfigur zu richten, um sein optimales „Ich an meiner Seite“ zu finden.

### Klaus
Als großer Bruder von Arthur war Klaus ein Problemkind der Familie. Im Vergleich zu seinem jüngeren Bruder war er schon als Baby das Schreikind. Er hat die ganze Zeit geschrien und sein Hunger konnte nicht gestillt werden. Diese Eigenschaften zeigen sich auch wieder in seiner Jugend. In La Puerta fühlt sich Klaus nicht wohl; deswegen isst er nicht mehr und bleibt nur noch in seinem Zimmer. Er distanziert sich von seiner Familie und will nicht mehr länger dort sein. Nach einem langen und intensiven Streit mit seiner Mutter reist er zurück nach Wien zu seiner Großmutter. Dort baut er sein neues Leben auf und gründet als Erwachsener eine eigene Familie.

### Marianne
Die Mutter von Arthur und Klaus hat sich im Laufe der Handlung stark verändert. Zuerst war sie eine Hausfrau, die ihrem Ex-Mann Ramon gehorchte, wie es bei der Namensgebung von Arthur der Fall war. Sie will, als Arthur geboren ist, dass er Mario genannt wird, aber Ramon ist dagegen und schreibt ohne ihr Einverständnis den Namen Arthur auf das Klemmbrett. Als sie später mit Georg Grubinger zusammenkommt, geht es ihr schon deutlich besser. Sie bauen ein gemeinsames Leben in Andalusien auf und sie wird zu einer selbständigen und wohlhabenden Frau. Eine weitere Veränderung in ihrem Leben ist, dass sie aufgrund ihrer Arbeit ihre Kinder vernachlässigt.

### Grazetta
Grazetta stellt in diesem Roman eine interessante Figur dar. Sie ist eine bekannte Schauspielerin, die aufgrund ihrer Krankheit nach Andalusien in das Zentrum für Palliativpflege ziehen muss. Dort teilt sie mit Arthur ihre Erfahrungen und beeinflusst so maßgebend das Leben von Arthur. Zudem vermittelt sie ihm sehr viel Hoffnung. Überraschenderweise ist sie zum Zeitpunkt seiner Entlassung aus dem Gefängnis noch nicht tot und kümmert sich um ihn. Sie hilft ihm, indem sie vor ihrem Tod ihrer Pflegefrau einen Umschlag überreicht, der die gefälschten Unterlagen für Arthur enthält.

### Dr. Konstantin Vogl
Der Therapeut, auch als Börd bekannt, betreut Arthur nach seinem Gefängnisaufenthalt. Erst im Laufe der Handlung wird dem Leser klar, dass unter dem Namen Börd der Therapeut gemeint ist. Er selbst hat als Therapeut viele Probleme im Leben und verliert am Ende seine Praktikumsstelle. Er ist nicht ein gewöhnlicher Therapeut, sondern besitzt eine sehr unseriöse Arbeitsweise und dokumentiert so beispielsweise die Sitzungen mit seinen Klienten nicht. Jedoch hat er eine enge Beziehung mit Arthur und will, dass es Arthur gut geht. Er hat dazu beigetragen, dass Arthur seinen Bruder Klaus um Hilfe bittet. Obwohl er ein schlechter Therapeut ist, hat er eine große positive Veränderung im Leben von Arthur bewirkt.

## Struktur und Erzählweise
Bei genauer Analyse des Romans wird dem Leser auffallen, dass der Roman nicht chronologisch aufgebaut ist. Vielmehr wird die Handlung, von der Kindheit an bis zum Zeitpunkt, als er etwas Nützliches aus seinem Leben macht, abwechselnd erzählt. Spannend ist auch, dass sich über fast die Hälfte aller Kapitel ein Tonband erstreckt, bei dem die Hauptfigur, Arthur, aus seiner Sichtweise erzählt, wie seine Kindheit war und wie es zum Wendepunkt in seinem Leben kam.
„Birgit Birnbacher erzählt präzise und ohne falsches Pathos“ oder „Eine Mikrostudie der Lebensverhältnisse, eine Kombination aus Humor und Empathie“, so loben die Rezensenten Birgit Birnbachers Roman. Sie verfasst die Handlung auf eine lockere Art und Weise, obwohl viele traumatisierende Vorfälle im Leben der Hauptfigur geschildert werden. Dazu hat sie das Talent, so zu schreiben, dass man als Leser eine enorme Empathie mit der Hauptfigur entwickelt und die Spannung bis zum Schluss der Erzählung hoch bleibt. Beim Lesen hat der Leser das Gefühl, dass in der Ich-Form erzählt wird, was aber so nicht stimmt. Die Erzählinstanz dieser Handlung verfügt über sehr viel Wissen, kann Gedanken lesen und in die Köpfe hineinblicken. Weil die Erzählinstanz nur das sagt, was die Figuren wissen, kann daraus geschlossen werden, dass eine interne Fokalisierung vorliegt.

## Themen
In diesem Roman, bei dem sich der Protagonist 26 Monate im Gefängnis befindet und dann die Freiheit erlangt, liegt es nahe zu vermuten, dass der zentrale Themenkomplex, unter Berücksichtigung von sozialen Aspekten, die Resozialisierung ist.
Der ganze Roman behandelt die Integration von Arthur, dem Protagonisten, in die Gesellschaft. Zur Zeit seines Gefängnisaufenthaltes entwickelte sich die Gesellschaft weiter und urteilte nebst dem über Kriminelle wie Arthur. Deshalb ist es für einen frisch entlassenen Häftling alles andere als einfach, zurück in den Alltag zu finden. Nach über zwei Jahren Haft ist es selbstverständlich, dass sich eine Person auch verändert. Im Umfeld einer Strafanstalt geschieht diese Veränderung meist auf eine negative Art und Weise. Durch eingeschränkte Handlungsmöglichkeiten und die gut erkennbare Stigmatisierung verliert der Häftling seine charakteristischen Merkmale und entweicht seiner Persönlichkeit. Um eine optimale Reintegration garantieren zu können, ist es wichtig, dass der Entlassene sich selbst wiedererkennt und sich mit sich selbst identifizieren kann. Oftmals wird dazu eine therapeutische Behandlung angewendet, wie es auch bei Arthur der Fall war. Eine solche Resozialisierung kann mehrere Jahre andauern und stellt für die entlassene Person eine große Herausforderung dar.

## Interpretation

### Die Resozialisierung
Die Handlung ist stets von der Thematik der Resozialisierung geprägt, da Arthur lange Zeit im Gefängnis verbrachte und nun zurück in seinen früheren Alltag möchte. Eine Resozialisierung benötigt immer eine gewisse Überzeugung und einen starken Willen, so auch bei Arthur. Arthur gibt sein Bestes, um sich der veränderten Gesellschaft wieder optimal anzupassen. Dabei spielt sein näheres Umfeld eine sehr große Rolle, ihn bei seiner Wiederanpassung zu unterstützen. Die Erzählinstanz beschreibt die Resozialisierung von Arthur sehr realitätsnah und ausdrucksstark. Dies könnte daran liegen, dass die Autorin selbst als Soziologin gearbeitet und berufliche Erfahrung auf diesem Gebiet gesammelt hat. Der Leser erkennt diese Erfahrungen auch am detailliert beschriebenen Verhalten vom Protagonisten, das sehr menschlich und emotional wirkt. Die therapeutische Resozialisierung von Arthur, die auf gut ausgebildeten Therapeuten basiert, wird durch das unprofessionelle Verhalten des zuständigen Therapeuten gestört. Der Therapeut Börd, der für Arthur zuständig ist, hat selbst mit psychischen Problemen zu kämpfen und hat Schwierigkeiten, Berufliches und Privates zu trennen. Dies hat einen negativen Einfluss auf Arthurs Behandlung. Da Börd eine nicht staatlich anerkannte Therapie mit Arthur durchführt, kann die Resozialisierungstherapie nicht als zulässig gewertet werden. Aufgrund dieser erschwerten Situation wird der Neuaufbau von Arthurs Leben deutlich beeinträchtigt. Der Leser wird nie erfahren, ob die Resozialisierung von Arthur erfolgreich war oder nicht.

### Traumatische Erlebnisse
Arthur erlebt im Verlauf der Handlung verschiedene traumatische Erlebnisse. Bereits im Gefängnis wird er missbraucht und ungerecht behandelt, was sich traumatisch auf seine Psyche auswirkt. Vor seinem Eintritt in die Strafanstalt stirbt Milla, ein Mensch, der ihm persönlich sehr nahestand. Arthur fällt dabei in ein psychisches Tief, sodass er mit niemandem mehr sprechen will und sich komplett zurückzieht. Dies beeinflusst Arthur so negativ, dass er in verschiedensten Bereichen seines Lebens die Kontrolle verliert. Das Mobbing, das er erfährt, fördert seinen angeschlagenen psychischen Zustand umso mehr. Dies beeinflusst auch sein Verhalten, wodurch er sich beispielsweise ohne Eigenwissen in die Hosen uriniert. Seine alltägliche Situation wirkt sich dabei negativ auf das Verhalten von Arthur aus und lässt ihn immer weiter in psychische Schwierigkeiten versinken.

### Persönlichkeitsverlust
Die Zeit, die Arthur im Gefängnis verbringen musste, tat ihm nicht gut. Er wurde immer hoffnungsloser und wusste immer weniger, wer er als Person überhaupt ist. Er hatte Angst davor, wieder in die Freiheit zu kommen, sich zu Integrieren und ein neues Leben aufzubauen. Durch eine therapeutische Resozialisierung, die von Börd geleitet wird, wird das Wiederfinden seiner Persönlichkeit gefördert. Vor allem wird das „Schwarzsprechen“ zu einem wichtigen Mittel.

### Leben und Tod
Der Tod von geliebten Menschen ist für jedermann schwierig zu verkraften, so auch für Arthur. Bei einer laufenden Integration sind solche Ereignisse sehr unpassend und können die Situation gefährlich Beeinflussen. Bei Arthur sterben zwei wichtige Menschen in seinem Leben, was eine zusätzliche Belastung für Arthur darstellt. Milla und Grazetta sind beides Figuren, die im Verlauf der Handlung versterben. Grazetta hat die Rolle von Arthurs Mutter übernommen und unterstützte ihn in allen Hinsichten. Sie stand Arthur am Nächsten, da niemand sonst so viel Fürsorge und Liebe für Arthur gezeigt hatte. Von außen sind diese Probleme in Arthurs Leben kaum sichtbar. In seinem Inneren häuft sich aber alles so stark an, dass er als Konsequenz dauerhafte psychische Schäden davonträgt.

## Motive und Symbole

### Titel als Leitsymbol
Bereits der Titel des Romans, „Ich an meiner Seite“, stellt ein Hauptmotiv sowie ein Leitsymbol dar. „Schon bald habe ich das Gefühl gehabt, dass kein Glanzbild mich heil hier rausbringen wird, sondern einzig und allein ich an meiner Seite.“ (S. 217) Der Protagonist erkennt, dass er selbst der Schlüssel zur gelungenen Resozialisierung ist. Externe Unterstützung ist hilfreich, aber nur er selbst kann dieser Situation ein Ende setzen.

### Wasser
Beim Todesereignis von Milla wird das Wasser als „tief und dunkel“ beschrieben. Dies deutet auf einen tiefgründigen Handlungskomplex hin, worauf sich dieser mit dem Tod von Milla bestätigt. Unter anderem passiert dieses Ereignis am Höhepunkt seines Lebens. Diese Symbole und Motive verleihen dem unvollständig beschriebenen Ereignis eine gewisse Dramatik. Zusätzlich hilft es dem Leser, die Emotionen und Gefühle von Arthur besser verstehen zu können.

### Himmel
Der Himmel als Symbol oder Motiv verdeutlicht die gegenwärtige Handlung und bringt das Geschehen dem Leser näher. Diese Motive und Symbole sind über den ganzen Text verteilt und lassen sich immer wieder finden. In Kapitel 14 wird beispielsweise folgende Beschreibung gemacht: „Dichte Wolken von allen Seiten, aber noch nicht grau“. Zu dieser Zeit erfolgt eine Wende in Arthurs Leben, wobei die dichten Wolken auf etwas Tragisches hindeuten und die graue Farbe das Undefinierbare darstellt. Die graue Farbe steht für eine vernebelte und verdeckte Zukunft. Das Darauffolgende, in einen Satz integrierte Stimmungssymbol bestätigt das bereits interpretierte und analysierte Symbol. „Der Himmel ist jetzt vollkommen bedeckt, aber er schaut nicht mehr hinauf.“ Die Dunkelheit hat sein Leben nun vollständig erreicht und der Himmel, sprich seine Zukunft, ist jetzt vollkommen bedeckt und verschleiert.

### Beschreibende Motive Arthurs
Arthur wird im Text mit verschiedenen Motiven beschrieben und charakterisiert. Je nach Situation helfen die beschreibenden Motive, Arthurs Lage in der Gesellschaft und seine Emotionen zu Verdeutlichen. Passendes Beispiel dafür ist ein Motiv in Kapitel 11, das seine Persönlichkeit und seinen Intellekt beschreibt: „Als käme er von einem anderen Stern.“ Dabei wird kurz und knapp viel über Arthur verraten. Es charakterisiert ihn als Außenseiter, der verschlossen gegenüber seinen Mitmenschen ist und Schwierigkeiten hat, in der Gesellschaft seine Position zu finden. Der Leser findet solche Beschreibungen im gesamten Text verteilt.

### Neues Leben
Im Werk von Birgit Birnbacher wird durch das Leitmotiv „Ich an meiner Seite“ ein Neuaufbau des Lebens, in diesem Fall von Arthur, angestrebt. Der Neuaufbau von Arthurs Leben steht stets im Zentrum, wird aber parallel durch den Neuaufbau von Mariannes Leben begleitet. Der Wendepunkt in Arthurs Leben ereignet sich, als Milla aus unbekannten Gründen den Tod findet und dies Arthur traumatisch belastet. Obwohl es Marianne immer besser geht, kann er daraus keine neue Energie schöpfen. Er entscheidet sich unter Einfluss seiner traumatischen Erlebnisse, nach Wien auszuwandern, um dort einen Neuanfang zu wagen. Dies verläuft jedoch nicht wie geplant und er verfällt der kriminellen Lebensweise, woraufhin er 26 Monate im Gefängnis verbringen muss. Der Aufenthalt im Gefängnis führt dazu, dass Arthur seinen Platz in der Gesellschaft verliert. Er möchte diesen wiederfinden und versucht, sein Leben wieder unter Kontrolle zu bekommen. Dafür erhält er tatkräftige Unterstützung von Börd und Grazetta.

## Hintergrund und Entstehung

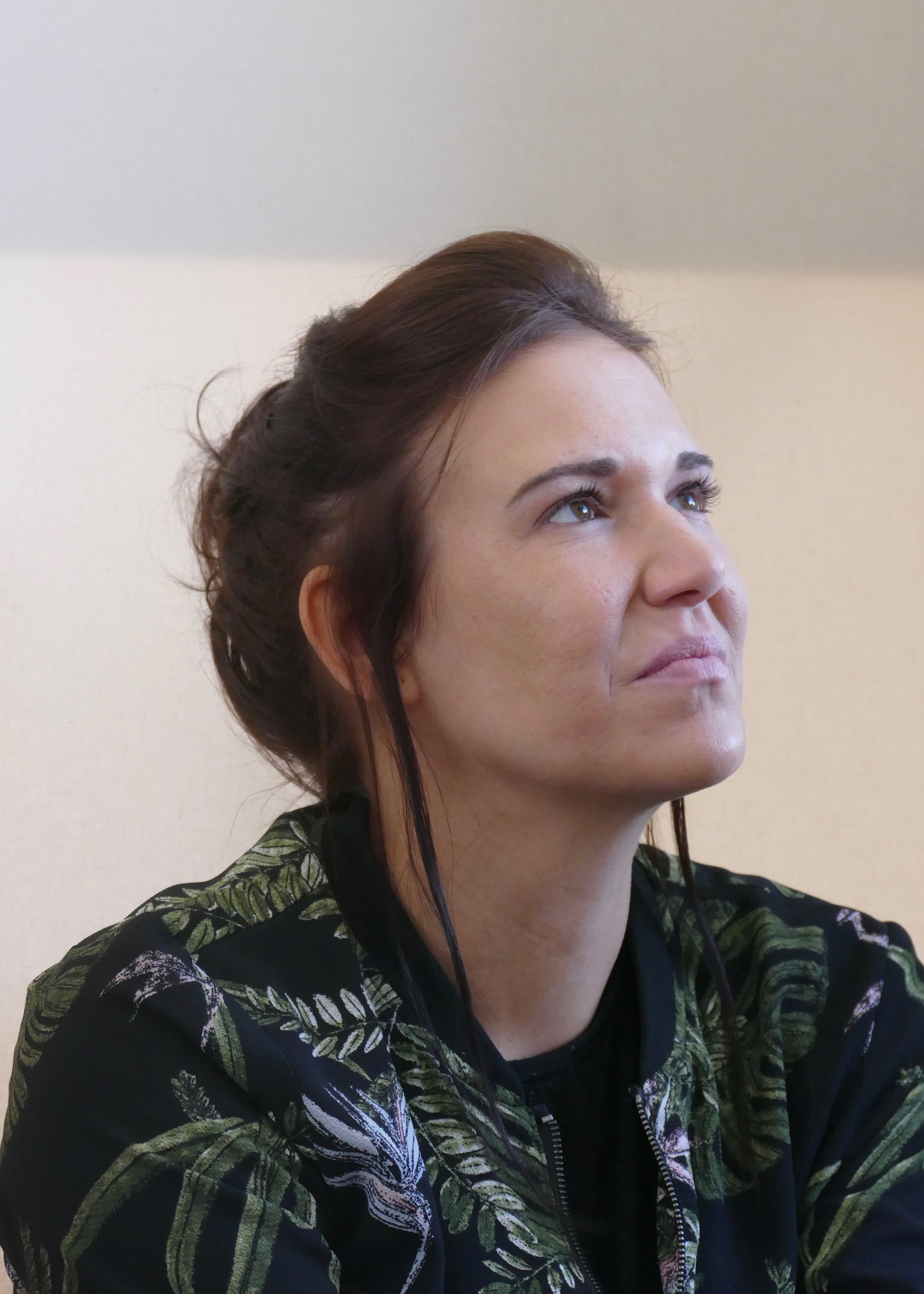
Birgit Birnbacher

Birgit Birnbacher studierte Sozialwissenschaften und Soziologie und arbeitete als Soziologin und Sozialarbeiterin. Zeitgleich begann sie literarische Werke zu schreiben und seit 2012 auch zu veröffentlichen. Dies kann ein möglicher Grund dafür sein, dass sie im Roman Ich an meiner Seite über die Resozialisierung, Haft und Bewährungshilfe schrieb. Die nötigen Informationen, um diesen Roman zu verfassen, hat sie aus einer realen Charakterinspiration für die Hauptfigur und von vielen anderen, die ihr geholfen haben.

## Textausgabe
- Birgit Birnbacher: Ich an meiner Seite. 5. Auflage. Paul Zsolnay Verlag, Wien 2020, ISBN 978-3-552-05988-7.